# Бойко, Николай Макарович
Николай Макарович Бойко (1 января 1937 — 12 января 2014) — начальник военно-политического управления и первый заместитель главнокомандующего войсками ПВО (1989—1992). генерал-полковник в отставке.

## Биография
Родился 1 января 1937 года в селе Бойки (ныне — Сумская область Украины). В 1955 году Бойко был призван на службу в Советскую Армию. В 1958 году он окончил Энгельсское высшее военное училище противовоздушной обороны Военно-морского флота СССР, позднее также окончил Военно-политическую академию имени В. И. Ленина и Военную академию Генерального штаба.
Служил на высоких военно-политических должностях в Уральском и Белорусском военных округах. С августа 1987 по декабрь 1989 года — член Военного совета Белорусского военного округа. Позднее служил в центральном аппарате противовоздушной обороны, занимал должность начальника военно-политического управления и первого заместителя главнокомандующего войсками ПВО (1989—1992). Был уволен в запас в звании генерал-полковника.
Скончался 12 января 2014 года.

## Награды
- Орден Красной Звезды
- Орден «За службу Родине в Вооружённых Силах СССР» II степени
- Орден «За службу Родине в Вооружённых Силах СССР» III степени
- Медали[1]